# Steven Hewitt
Steven James Hewitt (* 22. března 1971, Manchester) je bubeník anglické hudební skupiny Placebo.
Steve vyrůstal poblíž Manchesteru v Northwichi. Před Placebem hrál ve skupinách The Mystic Deckchairs, The Electrick Crayons, The Boo Radleys, K-klass a Breed. Jako bubeník sám už v sedmnácti učil bubnovat druhé, takže pro něj nebyl problém nahradit Roberta Schultzberga, když mu zavolal Brian Molko. Od té doby je Steve Hewitt oficiálním bubeníkem skupiny Placebo. Neoženil se a má dcerku, která se jmenuje Emily. 1. října 2007 ale oznámil svůj odchod od Placebo.